# Francisco Avizanda
Francisco Avizanda Contin (Isaba, Navarra, 1955)  Es productor, guionista y director de cine, entre otros de los largometrajes de ficción Hoy no se fía, mañana sí (2008) y Sapos y culebras (2013)

## Trayectoria profesional
En 1988 entra en TVE (Televisión Española) tras producir y dirigir el cortometraje de ficción Virtudes Bastián para dicha cadena. Allí dirige durante tres años documentales sobre arquitectura y antropología. En 1995 funda su propia productora (Muxika) con la que produce y dirige documentales de historia, sociología y naturaleza.  En 2008 dirige su primer largometraje de ficción Hoy no se fía, mañana sí, periplo de una chivata franquista, tragedia moderna inserta en el oscuro periodo de 1956, en plena dictadura en España. Su segunda película Sapos y culebras es un cuento moral sobre el frenesí por el enriquecimiento y la corrupción en la reciente España de cambio y comienzo de siglo. 

## Proyección internacional
Sus películas de ficción y documentales se han estrenado en España, Francia, USA, Canadá, Alemania, Italia, etc. Y emitido en numerosos canales de televisión: WDR y ARD (Alemania); TV5 (Francia); TVE (España); Discovery Channel (Canadá); Canal + (Bélgica-España); SIC y RTP (Portugal); LNK (Lituania); Canal 22 (México); KBS (Corea); Cyfra+ (Polonia)... 
Algunas de sus obras recibieron el apoyo de los programas de la Unión Europea: Media Docummentary, Script Development, Babel, y Action Plan 16:9.
Su largometraje Hoy no se fía, mañana sí (On verra demain) (Forever waiting) fue seleccionado para numerosos festivales, entre ellos la Sección oficial a concurso del Montreal world film festival 2009 y la sección Festival de festivales del 33th Cairo film festival (ambos festivales reconocidos de categoría A por la FIAPF - International federation of film producers associations).
Sapos y culebras (D'amour et de dettes) inició su periplo internacional en la sección oficial del Festival de cine de Rouen.
Perteneció a la junta directiva de la Asamblea de directores españoles de cine (ADIRCE) y representó a la organización en la FERA (Fédération Européenne des Réalisateurs de l'Audiovisuel) en el periodo 2005-2008.

## Filmografía
- Sapos y culebras (2014, largometraje, ficción)[14]
- Hoy no se fía, mañana sí (2008, largometraje, ficción)
- El impertinente Ulises (2000, documental tv)
- Gitanos y chatarreros: la busca (1995, documental tv)
- Tres arquitecturas (1990, serie de tres documentales tv)[15]
- Breve crónica del pueblo selk'nam (1993, documental tv)
- El espejo del tiempo, los Baroja (1988, largometraje documental)[16]
- Virtudes de Bastián (1986, cortometraje)
- Programa nocturno (1980, cortometraje)
- Las hojas secas (1979, cortometraje)
- Pincho de rosa (1978, cortometraje)

## Premios
Pincho de rosa. Primer premio cine vasco. Festival internacional de cine documental y cortometraje. Bilbao. 1979
Virtudes Bastián. Gran premio cine vasco. Premio internacional de la Cruz Roja. Festival internacional de cine documental y cortometraje. Bilbao. 1986.

## Inicios
Escribió, dirigió y produjo programas de radio en Radio Popular de Pamplona (COPE) y cursó periodismo en la Universidad de Navarra y Universidad autónoma de Barcelona. Estudió cine en la Université de Vincennes (París, Francia) y el Conservatoire Libre du Cinéma Français (París, Francia) durante 1977. De vuelta a España, dirige varios cortometrajes de ficción, y diversos documentales sobre la transición democrática. Al mismo tiempo produce y dirige anuncios y documentales para agencias de publicidad, y organiza sesiones de cine de arte y ensayo, representaciones de teatro independiente y conciertos para entidades privadas e instituciones públicas -Ayuntamiento de Pamplona, Caja de ahorros municipal de Pamplona, etc-.  

## Otras actividades
Fue ayudante de dirección de siete capítulos de la serie Andalucía paso a paso (1985) producida por la Agencia EFE para la Junta de Andalucía. Colaboró en Contracampo, revista de cine. En 1988 dirigió el cortometraje Expo 92. Cuatro años antes, invitación informativa a los países participantes en la Exposición universal de Sevilla. En 1991 dirigió también por encargo el documental Castilla y León, caminos de España, para el pabellón de dicha comunidad autónoma en la citada Exposición universal.

## Entrevistas
El séptimo vicio. RNE. Radio 3.
- Datos: Q25295143

 Obras de Francisco Avizanda registradas en EGEDA
1. ↑  «EGEDA (Entidad de gestión de derechos audiovisuales). Repertorio.».